# From Hand to Mouth
From Hand to Mouth é um filme mudo em curta-metragem norte-americano de 1919, do gênero comédia, estrelado por Harold Lloyd. Cópia do filme está conservada no British Film Institute.

## Elenco
- Harold Lloyd - Garoto de óculos
- Mildred Davis - Garota

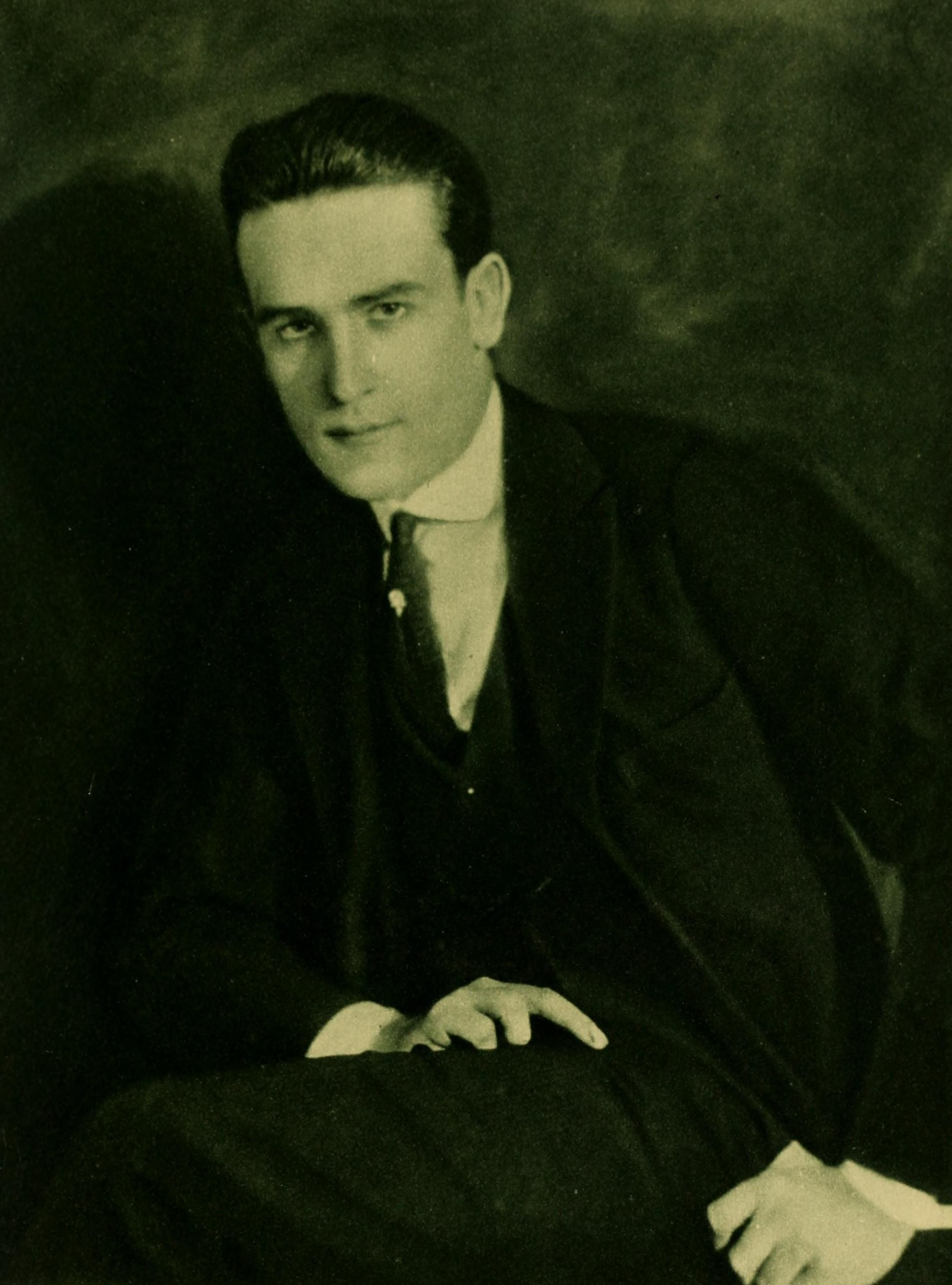
Harold Lloyd

- Peggy Cartwright - Criança abandonada (como Peggy Courtwright)
- Snub Pollard - (como Harry Pollard)
- Sammy Brooks - (não creditado)
- William Gillespie - (não creditado)
- Helen Gilmore - Bruxa (não creditada)
- Wallace Howe - (não creditado)
- Dee Lampton - (não creditado)
- Gus Leonard - Sr. Will Walling (não creditado)
- Gaylord Lloyd - (não creditado)
- Marie Mosquini - Empregada doméstica (não creditada)
- Fred C. Newmeyer - (não creditado)
- Charles Stevenson - (não creditado)
- Noah Young - Conspirador (não creditado)